# Côte-de-brouilly
Le côte-de-brouilly est un vin rouge français d'appellation d'origine contrôlée produit dans le département du Rhône.
L'appellation couvre les pentes du mont Brouilly, dans le vignoble du Beaujolais.
Elle est l'un des dix crus de ce vignoble, qui sont du nord au sud : le saint-amour, le juliénas, le chénas, le moulin-à-vent, le fleurie, le chiroubles, le morgon, le régnié, le brouilly et le côte-de-brouilly.

## Histoire
Les premières vignes plantées sur les flancs du mont Brouilly datent du IVe siècle. Le nom apparut en 1179, lorsque les Sires de Beaujeu firent don des vignes situées « au clos de Brouilly » à l'abbaye de Belleville, fraîchement fondée.
Depuis la fin du XIXe siècle, la colline est placée sous la bénédiction de la Chapelle du mont Brouilly et de la Vierge aux raisins. Celle-ci fût construite suite à de difficiles années pour chercher la protection divine du vignoble. Oïdium, grêles et gelées s’étaient succédé, dans les années 1850, poussant les populations locales à chercher l’aide divine.
Le côte-de-brouilly est reconnue par l'Institut national de l'origine et de la qualité (INAO) comme appellation d'origine contrôlée (AOC) depuis le décret du 19 octobre 1938. Le cahier des charges a été dernièrement modifié en octobre 2009, en décembre 2011, en février 2021, puis en février 2024.

### Étymologie
L'appellation doit son nom au mont Brouilly, dont l'aire de production grimpe les pentes. Une légende veut que le mot « Brouilly » vienne du nom d'un officier romain nommé Brulius, qui se serait installé dans la région.

## Vignoble
L'aire d'appellation du côte-de-brouilly se trouve à l'ouest de Belleville, dans le département du Rhône, autour du mont Brouilly, une petite montagne au sommet boisé, détachée de la bordure orientale des monts du Beaujolais sur le territoire des communes de Cercié, Odenas, Quincié-en-Beaujolais et Saint-Lager.
Les coteaux viticoles implantés à une altitude comprise entre 250 m et 400 m, plus ou moins pentus forment une auréole de vignes jusqu'à mi-côte autour du mont Brouilly (altitude 485 mètres). Les vignes les plus basses constituent l'appellation brouilly, les plus hautes l'appellation côte-de-brouilly.
Ces communes font également partie de l'aire d'appellation de la dénomination beaujolais-villages (et donc également de l'AOC beaujolais). Les critères du cahier des charges du côte-de-brouilly sont légèrement plus exigeantes pour la densité de plantation et pour le rendement.

### Géologie et pédologie
Deux types de roches composent le sous-sol:
- la roche principale est la diorite, une roche magmatique de couleur bleue-vert appelée « pierre bleue » ou « roche de Brouilly ». Altérée, cette roche couvre le sol des vignobles sous forme de pierraille grossière. Il s’agit d’un cortège complexe où cohabitent des micro-diorites très résistantes et des schistes plus altérables.
- dans la zone d'appellation orientée à l’ouest et au nord-ouest, le granite constitue le substrat du sous-sol.

Il y a dès lors deux types de sol :
- des sols maigres, très caillouteux et argileux sur les roches bleues ;
- des sols sableux et maigres constitués d'arènes granitiques, aux cailloux de couleur rose, riches en silice issues de l'altération des granites à l'ouest et au nord-ouest.

### Climatologie
La station météo de Villefranche-sur-Saône (à 195 mètres d'altitude) est la plus proche de l'aire d'appellation. Ses valeurs climatiques de 1961 à 1990 sont : 
| Mois                              | jan. | fév. | mars | avril | mai  | juin | jui. | août | sep. | oct. | nov. | déc. | année |
| --------------------------------- | ---- | ---- | ---- | ----- | ---- | ---- | ---- | ---- | ---- | ---- | ---- | ---- | ----- |
| Température minimale moyenne (°C) | −0,6 | 0,6  | 2,4  | 5,1   | 8,9  | 12,2 | 14,3 | 13,5 | 10,7 | 7,2  | 2,7  | 0,1  | 6,4   |
| Température moyenne (°C)          | 2,5  | 4,2  | 6,9  | 10,2  | 14,2 | 17,7 | 20,2 | 19,4 | 16,4 | 11,9 | 6,3  | 3    | 11,1  |
| Température maximale moyenne (°C) | 5,5  | 7,9  | 11,5 | 15,2  | 19,4 | 23,2 | 26,1 | 25,2 | 22,1 | 16,5 | 9,8  | 5,9  | 15,7  |
| Précipitations (mm)               | 47,3 | 45,4 | 47,4 | 58,5  | 82   | 71,4 | 59,8 | 81,6 | 71,6 | 67,2 | 60,1 | 51,7 | 744   |

### Superficie

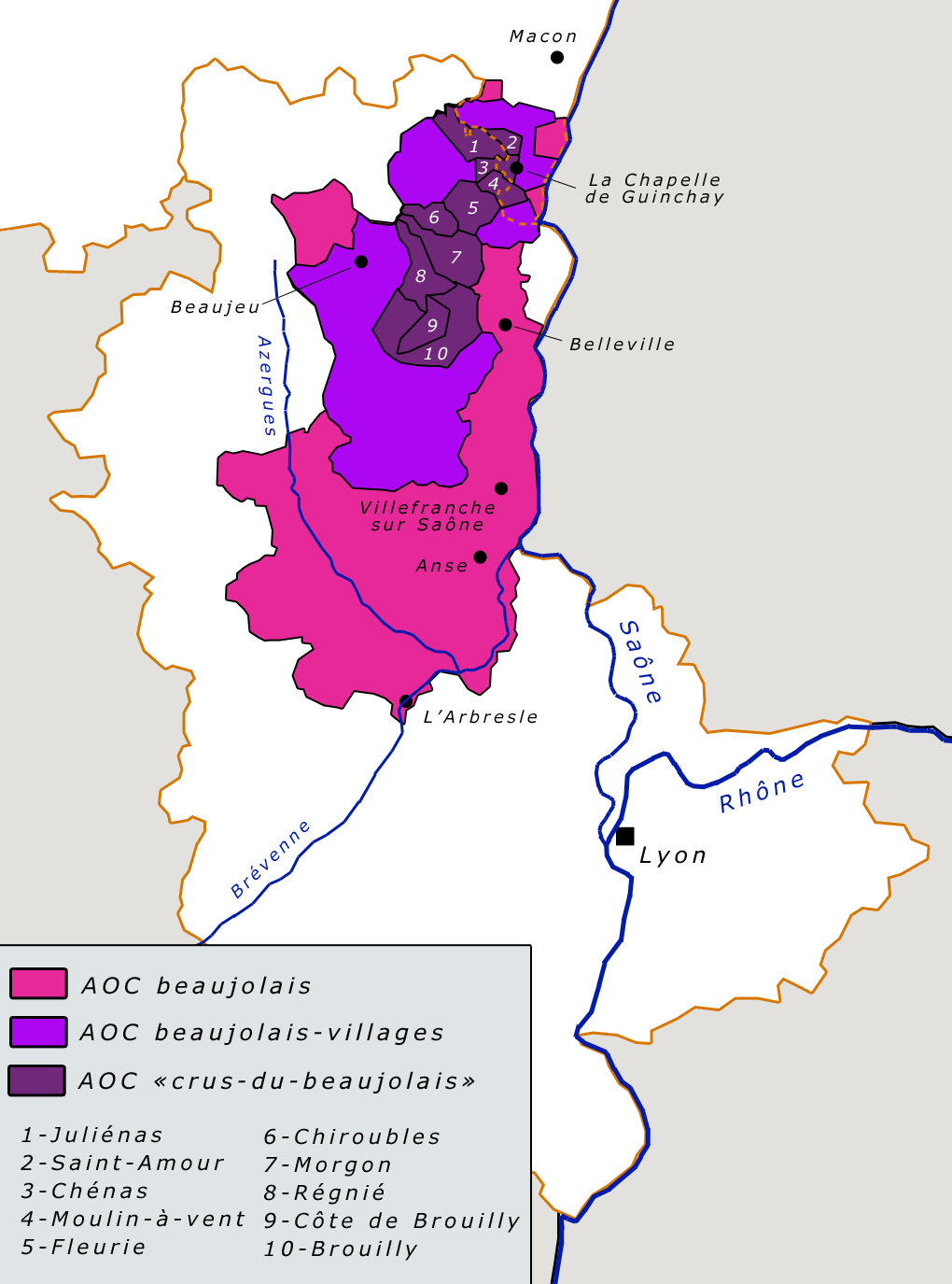
Carte du vignoble du Beaujolais.

Selon les Douanes, la superficie revendiquée en 2023 sous l'appellation est de 301 hectares. En 2010, elle était de 320 ha.

### Encépagement

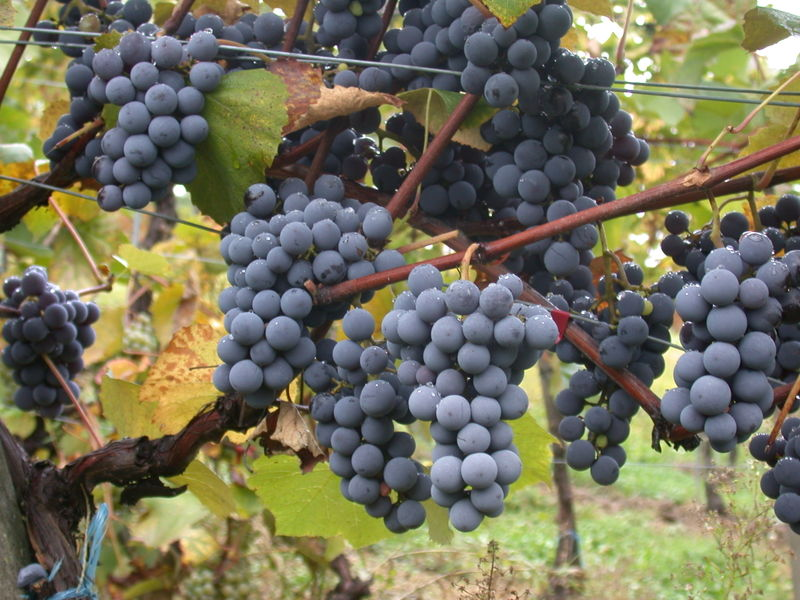
Grappes de gamay N.

Le cépage essentiel est le gamay noir à jus blanc ; trois autres sont autorisés comme cépages accessoires, limités à 15 % au sein de chaque parcelle : l'aligoté B, le chardonnay B et le melon B.
Le gamay est un cépage peu vigoureux, faible mais fertile et dont la production doit être maîtrisée car il a tendance à s'épuiser. Les meilleurs vins de gamay sont obtenus, à l’opposé du pinot noir, sur des sols acides et granitiques. Son débourrement précoce le rend également sensible aux gelées de printemps. Il se montre parfois sensible au millerandage lorsque les conditions climatiques sont défavorables au moment de la floraison. Le gamay présente l’avantage de produire une petite récolte sur les contre-bourgeons. Le vin de gamay possède une couleur rouge nuancée de violet, il est pauvre en tanins et dévoile une bonne acidité. Il possède généralement un caractère fruité (fruits rouges, fruits noirs) mais exprime peu de complexité au niveau aromatique.

### Culture de la vigne

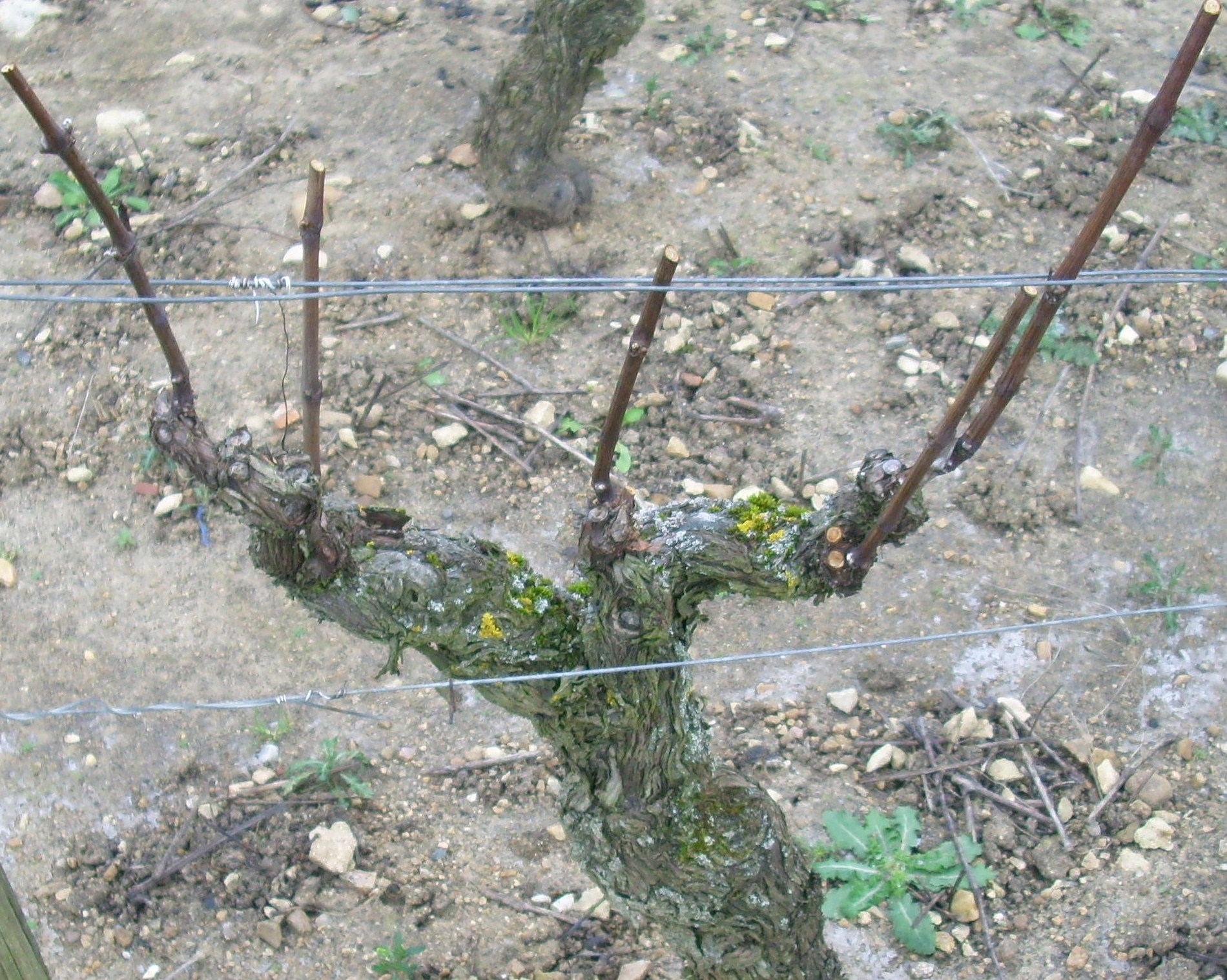
Pied de vigne taillé en gobelet.

La taille courte est obligatoire. Traditionnellement en gobelet, la taille en cordon ou la taille « charmet » (taille inventée par M. Charmet en sud-Beaujolais, intermédiaire entre la taille en cordon et celle en éventail mais avec 3 à 5 coursons à 1 ou 2 yeux) sont aujourd'hui pratiquées. La taille est limitée à huit yeux porteurs de grappe après épamprage et un bras à deux yeux peut être ajouté en vue de rajeunir la souche.
La conduite ancienne traditionnelle était en gobelet à densité élevée (entre 9 000 et 11 000 pieds par hectare).
Aujourd'hui, le besoin de mécaniser le vignoble conduit les viticulteurs à planter à densité plus faible, mais supérieure à 6 000 pieds par hectare.
L'écartement entre rangs ne peut excéder 2,3 mètres et entre ceps sur le rang, il doit être au minimum de 0,80 m. Pour les vignes non palissées en gobelet, l'écartement maximum entre rangs ne doit pas excéder 1,5 m. Des allées peuvent être aménagée en arrachant un rang de vigne. L'allée ne doit pas excéder 3 m et doit bénéficier d'un couvert végétal spontané ou semé. Les tournières doivent bénéficier d'un couvert végétal permanent.
La hauteur de feuillage entre la limite inférieure du feuillage et la hauteur de rognage doit dépasser 0,6 fois l'écartement entre rangs et un palissage est obligatoire si l'écartement entre rangs dépasse 1,5 m.

### Rendements
Le rendement est limité à un maximum de 56 hectolitres par hectare; le rendement butoir est de 61 hectolitres par hectare. Le rendement réel est très en dessous du maximum autorisé par le cahier des charges, par exemple le rendement moyen pour l'ensemble de l'appellation lors des vendanges 2010 est de 48,2 hectolitres par hectare.
Les données des années récentes sont les suivantes, toutes inférieures au rendement maximum du cahier des charges (56 hl/ha) :
| Année | Superficie (ha) | Production (hl) | Rendement (hl/ha) |
| ----- | --------------- | --------------- | ----------------- |
| 2019  | 319             | 15 562          | 49                |
| 2020  | 315             | 14 575          | 46                |
| 2021  | 312             | 13 185          | 42                |
| 2022  | 308             | 13 651          | 44                |
| 2023  | 302             | 15 289          | 51                |
| 2024  | 311             | 13 056          | 42                |

### Vendanges
Les vendanges sont faites à la main, les grappes de raisin devant arriver intactes dans les cuves.
Le premier jour des vendanges (appelé « levée du ban des vendanges ») varie selon la maturité des baies, qui dépend lui-même de l'ensoleillement reçu : les années relativement chaudes les raisins sont vendangés tôt, les années relativement froides les vendanges sont plus tardives.

## Vins

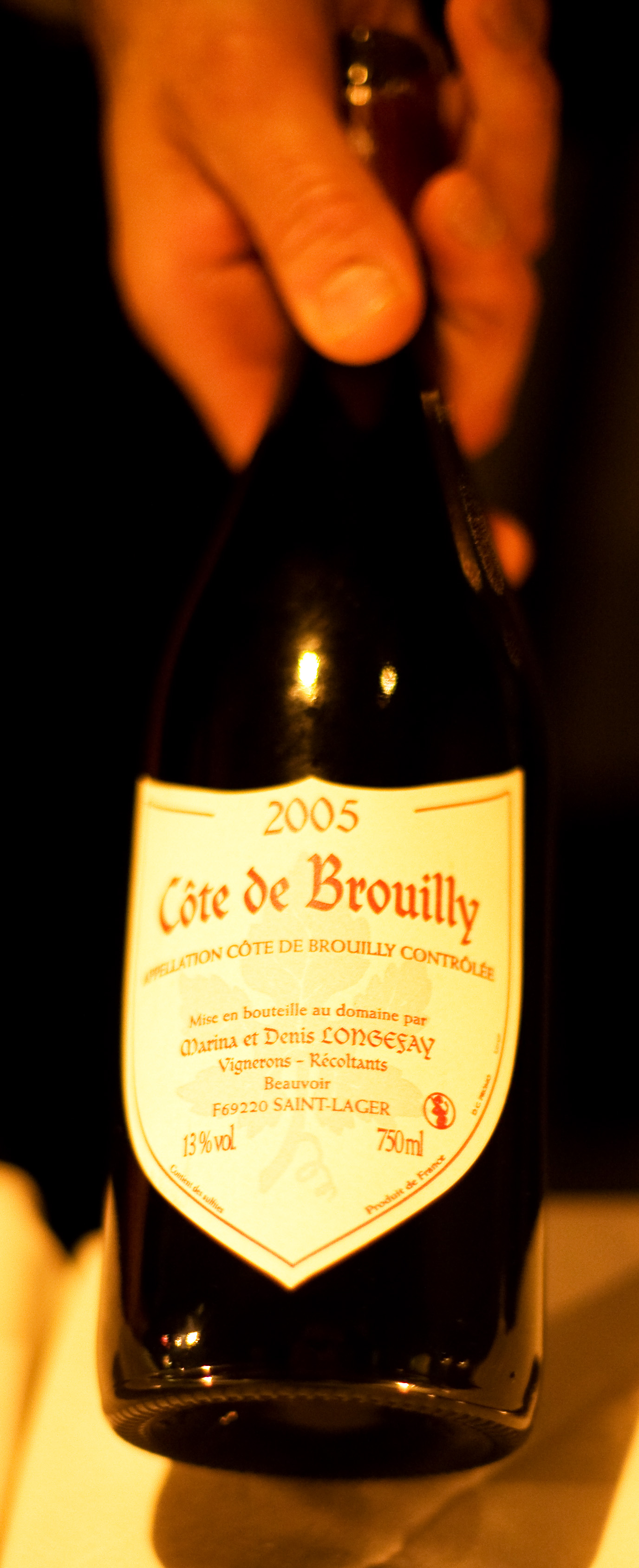
Bouteille de côte-de-brouilly.

La production déclarée en 2023 a été d'un total de 15 288 hectolitres (un hectolitre = 100 litres = 133 bouteilles de 75 cl). En 2010, elle était de 15 455 hl en 2010.

### Vinification et élevage
Le mode de vinification du beaujolais explique beaucoup le type de vins très particulier qui y est produit. On l'appelle la macération carbonique : le raisin est encuvé entier et la cuve est fermée pendant quelques jours. La saturation de la cuve empêche les raisins de respirer, les obligeant à un mode de fonctionnement anaérobie. Cette évolution à l'intérieur du grain de raisin s'apparente à un début de fermentation. Elle produit un peu d'alcool et des précurseurs d'arômes. Ensuite, le raisin est foulé et une fermentation traditionnelle se poursuit.
Pour les dix crus du Beaujolais, surtout pour ceux destinés à être élevé pendant une année et à être gardé quelques années de plus en bouteille, la vinification est semi-carbonique, à mi-chemin de la macération carbonique et de la vinification bourguignonne. Le raisin est récolté manuellement, encuvé entier sans éraflage. La fermentation débute comme pour une macération carbonique, mais au moment où le marc destiné au primeur est décuvé et pressé, les cuves destinées au vin de garde sont pigées et la macération se poursuit jusqu'à épuisement presque complet des sucres. Le vin est ensuite écoulé, le marc pressé et la fermentation malolactique peut s'enclencher tant que la température n'est pas trop descendue.
Ce procédé favorise la production de vins peu tanniques, une coloration pas trop soutenue et des arômes fruités.

### Accord mets-vin
Le côte-de-brouilly s'associe avec la côte de bœuf, les viandes rouges rôties et les fromages moyennement relevés, ainsi que la charcuterie (rillettes d’oie, terrine de lièvre), la volaille (canard, pintade), le hachis parmentier, les paupiettes de veau et le gibier (lapin, chevreuil).

## Économie

### Commercialisation
Les vins bénéficiant de l'appellation peuvent être repliés sur les appellations régionales beaujolaises (beaujolais et beaujolais-villages), mais aussi bourguignonnes, c'est-à-dire qu'ils peuvent être commercialisés sous les appellations bourgogne, bourgogne grand ordinaire, bourgogne ordinaire, bourgogne passe-tout-grains, bourgogne aligoté et crémant de Bourgogne (dont l'aire de production s'étend sur le Beaujolais, selon les deux décrets du 16 octobre 2009).

### Liste de producteurs
Par ordre alphabétique, :
- Agamy
- Bonnetain Aimee Claude
- Brossette Paul Andre Et Fils
- Cave des Producteurs des Grands Vins de Fleurie
- Nicole et Romain Chanrion
- Chateau de Durette
- Chateau des Ravatys
- Château Thivin
- Cret des Garanches
- Domaine Baron de l'écluse
- Domaine Benoît Trichard
- Domaine Bernard Jomain
- Domaine Chevalier-Metrat
- Domaine Coteaux des Oliviers
- Domaine de la Croix de Saint Cyprien
- Domaine de la Poyebade
- Domaine de la Roche St-Martin
- Domaine de la Ronze
- Domaine des Fournelles
- Domaine des Grandes Vignes
- Domaine des Maisons Neuves
- Domaine Didier Lagneau
- Domaine du Barvy
- Domaine du Chateau de la Chaize
- Domaine du Pere Jean
- Domaine Joncy
- Domaine Lacondemine
- Domaine Laforest
- Domaine Lagneau
- Domaine Lathuilière Patrice
- Domaine Leonis
- Domaine Lionel Manigand
- Domaine Nicolas Boudeau
- Domaine Olivier Pezenneau
- Domaine Pierre-Andre Dumas
- Domaine Robert Perroud
- Domaine Ruet
- Domaine Tante Alice
- Earl Domaine du Chateau de la Valette
- Earl Domaine Rochette
- Earl Morion Pere & Fils
- Emmanuel Fellot
- Jean Claude Lapalu
- Les Roches Bleues
- Maison Henry Fessy
- Matray Laurent
- Tavian
- Trichard Perrine
- Vinescence